# Feurs
Feurs és un municipi francès situat al departament del Loira i a la regió d'Alvèrnia-Roine-Alps. El 2018 tenia 8.252 habitants.

## Llocs d'interés
- Museu arqueològic amb una col·lecció destacable d'artefactes trobats a l'excavació Forum Segusiavorum un poble gal esdevingut ciutat gal·loromana. Conté col·leccions interessants de ceràmica, objectes de llautó i d'estatuetes de divinitats.[1]